# Landgemeinde (Sachsen)
Als Landgemeinden wurden zwischen 1831 und 1923 bzw. 1925 in Sachsen alle Gemeinden bezeichnet, die kein Stadtrecht besaßen oder die kein eigenständiges Rittergut oder Kammergut waren. Von der Zugehörigkeit zu einer Landgemeinde waren ebenfalls die Königlichen Schlösser und ihr Besitz sowie die zum Staatsvermögen gehörenden Waldungen ausgeschlossen. Den Rittergütern gleichgestellt wurden Gutsbezirke, die weder Kammer- noch Rittergut waren, jedoch eine gutsähnliche Eigenschaft aufwiesen, auch sie gehörten keiner Gemeinde an. Diese eigenständigen Gutsbezirke bestanden teilweise noch bis nach dem Zweiten Weltkrieg, einer der bekanntesten dieser Gutsbezirke war die Albertstadt bei Dresden, die erst mit dem Ausbau als Militärstadt nach Dresden 1892 eingemeindet wurde.

## Begriff und Einführung
Der Begriff Landgemeinde wurde erstmals im Einführungsgesetz zur Allgemeinen Städteordnung von 1831 verwendet, um die ländlichen Siedlungseinheiten (im modernen Sprachgebrauch) gegen den dort verwendeten Begriff der Stadtgemeinde abzugrenzen. Dabei hatte die Einführung der Städteordnung im Umfeld größerer Städte mit der Abgrenzung zwischen Vorstadt  bzw. Vorort und eigenständiger Dorfgemeinde sich auseinanderzusetzen (also der Grenzziehung des Stadtgemeindebezirkes). Kleineren und mittleren Städten wurde in ihr bereits zugestanden, dass sie diese entweder nicht erst einführen mussten, oder, nach Einführung einer Landgemeindeordnung zur Verwaltung nach diesem noch zu erlassenden Gesetz wechseln dürfen; das Recht sich Stadt zu nennen, wurde dadurch nicht berührt.
Das Kommunalrecht der Landgemeinden wurde durch die Sächsische Landgemeindeordnung von 1838 mit Wirkung vom 1. Mai 1839 eingeführt und der Begriff normiert, nach dem 1832 und 1834 durch Ablösegesetze der Dienstzwang aufgehoben, die Erbuntertänigkeit abgeschafft und generell allen Landbewohnern der Erwerb von Grund und Boden zugestanden wurde. Der Begriff der Landgemeinde und seine dazu ergangenen Regelungen ersetzte damals auch eine Vielzahl von unterschiedlichen Rechten im ländlichen Raum: So gab es bis dahin in Sachsen Altgemeinden mit und ohne eigene Verwaltung, mit und ohne eine Art Gemeindevertretung, Amts- und Ratsdörfer (letztere unterstanden nahegelegenen Städten) sowie Reste der Grund- und Lehnsherrschaften. Die durch die Teilung 1815 in Sachsen verbliebene Oberlausitz wiederum hatte 1820 ein eigenes Kommunalrecht bekommen, das genauso integriert wurde, wie auch die Gemeindefreiheit von einzelnen Grundstücken (z. B. von Mühlen, Vorwerken, Weinbergen) aufgehoben werden sollte. Es bedurfte aber auch Regelungen, Enklaven zu bereinigen und durch Zusammenlegungen von Grundstücken zweckmäßige Grundeinheiten (Fluren) zu bilden. Die bisherigen, sich z. T. überschneidenden Zuständigkeiten von Gerichten und Polizei mussten ebenfalls bereinigt werden.

## Gemeindemitglieder, aktives und passives Wahlrecht, Abtrennung der Gerichtsbarkeit
Gemeindemitglieder der Landgemeinden waren nur diejenigen Personen, die in der Landgemeinde Grundstücke besaßen oder dauerhaften Wohnsitz hatten, aktives Wahlrecht hatten wiederum davon nur diejenigen, die überdies auch in der Gemeinde ansässig und nicht bescholten waren. Die Gemeindemitglieder wurden zwei Klassen zugeteilt. Für die Unansässigen, als dritter Klasse, konnte eine Klasse gebildet werden, sofern dies die beiden Klassen als notwendig bzw. erforderlich ansahen, dies wurde jedoch erst 1873 Pflicht.
Passives Wahlrecht hatten alle Gemeindemitglieder, mit Ausnahme der Frauen, Fremden, Geistlichen und Schullehrer sowie der Bescholtenen. Gewählt wurden alle Gemeindeausschusspersonen für sechs Jahre, und zwar von allen stimmberechtigten Gemeindemitgliedern. Überwacht (und bestätigt) wurde die Wahl durch die neu eingeführte Ortsobrigkeit mit eigenen Befugnissen, die die Bestätigung auch „aus erheblichen Gründen“ versagen konnte. Andererseits war die Nichtannahme der Wahl oder die Weigerung, ein Amt auszuüben, mit teilweise empfindlichen Geldstrafen belegt, die für die Weigerung der Amtsausübung den Charakter eines Zwangsgeldes hatte.
Die Landgemeindeordnung regelte dabei zunächst ein gewisses Maß an kommunaler Selbstverwaltung bei relativ starker staatlicher Überwachung, was der Allgemeinen Städteordnung von 1831 zwar nachgebildet, jedoch diese z. T. erheblich vereinfachend dargestellt wurde. So bildete, anders als in den Städten, der 1839 erstmals gewählte Gemeinderath ein Einheitsorgan, der aus dem Gemeindevorstand als Einzelperson, einem oder mehreren Gemeindeältesten und mehreren Gemeindeausschusspersonen bestand. Dem Gemeindevorstand oblag dabei die Außenvertretung der Gemeinde und er war für die Finanzen der Gemeinde zuständig.
Allerdings blieb bei der Bildung der Landgemeinden 1838/1839 vieles noch offen, hier waren oftmals pragmatische Regelungen vonnöten. So genügte in Landgemeinden bis zu 25 Wahlberechtigten die Einsetzung eines Gemeindevorstandes als Einzelperson und eines Gemeindeältesten, oberhalb dieser Zahl von Wahlberechtigten war ein Gemeindeausschuß zu bilden.
Die Landgemeindeordnung regelte auch, dass die Gerichtsbarkeit, die bis dahin häufig mit der Verwaltung eines oder mehrerer Dörfer zusammenfiel, von der Gemeindeverwaltung abgetrennt wurde und diese auf eigenständige Gerichte überging. Bei mehreren Gerichtszuständigkeiten musste eine einheitliche Gerichtsbarkeit eingeführt werden, wobei die erbliche Gerichtsbarkeit (Patrimonialgerichtsbarkeit) vorerst noch bestehen blieb. Für die Entwicklung der Gerichtsbarkeit in Sachsen siehe auch Gerichte im Königreich Sachsen.

## Geschichte bis 1925
Die Landgemeindeordnung wurde bis 1855 mehrfach geändert, 1856 wurde die Ortsobrigkeit abgeschafft, und sie wurde schließlich 1873 durch die Revidierte Landgemeindeordnung ersetzt, die die kommunale Selbstverwaltung erheblich stärkte und die drei Klassen verbindlich einführte. Nach dem Ersten Weltkrieg wurde in Sachsen mit der Gemeindeordnung von 1923 bzw. der Abgeänderten Gemeindeordnung von 1925 ein einheitliches Kommunalrecht (mit allgemeinem, gleichen und direktem Wahlrecht) für Städte und Gemeinden gleichermaßen eingeführt, womit der Begriff der Landgemeinde ersatzlos entfiel.